# Nederlandse leeuw

Het wapenschild van het Koninkrijk der Nederlanden, ook wel het kleine wapen genoemd

De Nederlandse leeuw is een gekroonde klimmende heraldische leeuw, met in zijn rechterklauw een opgeheven zwaard en in zijn linkerklauw een bundel pijlen. In het symbool dat Nederland of de Nederlanden vertegenwoordigt staat de leeuw voor de landsheer, het zwaard voor de gewapende macht en de bundel pijlen voor de verenigde Nederlandse gewesten. De leeuw komt voor het eerst voor in 1579 op het zegel van de Staten Generaal die in sommige bevoegdheden van het staatshoofd trad. De Nederlandse Leeuw wordt daarom ook wel generaliteitsleeuw genoemd. 
Deze generaliteitsleeuw wordt vervolgens in 1584 in goud op een rood schild aangenomen als het wapen van Republiek der Zeven Verenigde Nederlanden. De kleuren goud op rood zijn een omkering van het op dat moment al gevestigde en herkenbare wapen van Holland, als meest invloedrijke en opstandige gewest uit de Tachtigjarige Oorlog. In 1609 wordt de leeuw vermeerderd met een kroon. Het blijft meer dan 200 jaar in gebruik als wapen van Nederland, tot 1795. Hierdoor wordt de naam 'generaliteitsleeuw' vaak als synoniem van dit wapen gezien, in plaats van als naam voor de leeuw zelf. 
Wanneer Nederland in 1815 een koninkrijk wordt, krijgt het een nieuw rijkswapen. Het nieuwe koninklijke wapen van Nederland is gebaseerd op het wapen van Nassau waarbij de leeuw wordt vervangen wordt door de generaliteitsleeuw, compleet met zwaard, pijlen en kroon. Anders gezegd wordt het wapen van Nassau uitgerust met de kroon, pijlenbundel en zwaard van de generaliteitsleeuw. Vanaf dat moment spreekt men eerder van de Nederlandse leeuw dan de generaliteitsleeuw en staat hij dus op een blauw met goud geblokt schild.

## Ander gebruik van de Nederlandse Leeuw
- De Nederlandse Leeuw is al eeuwen het symbool van de Nederlandse landstrijdkrachten
- Afgeleid van het heraldisch symbool bestond er in de cartografie een conventie om de Lage Landen af te beelden in de vorm van een leeuw.  Deze kaartvorm wordt een "Leo Belgicus" genoemd, latijn voor Nederlandse (of Belgische) Leeuw.
- Vandaag de dag ziet men het gebruik nog terug in de sport, zoals in het logo van de KNVB of op het shirt van nationale teams.

Voordat Nederland zich als één natie verenigde en de leeuw als nationaal symbool aan nam gold de leeuw al als belangrijk regionaal symbool van kracht. Ondanks dat de leeuw hier nooit leefde is het een veel voorkomend patroon in de Nederlandse en Noord-Europese heraldiek. Zo voerden verschillende graafschappen en hertogdommen al hun eigen leeuw in het wapen, zoals in Holland (rood op goud), Brabant (goud op zwart), Vlaanderen (zwart op goud), Gelre (goud op blauw) en Limburg (rood op zilver of wit).  In de wapens van Nederlandse deelgebieden speelt de klimmende leeuw nog steeds een belangrijke rol.

## Trivia
- De genoemde kleuren worden in de heraldiek vaak met hun heraldische naam aangeduid; rood = keel, blauw = azuur, zwart = sabel, etc.
- De leeuw wordt vaak "getongd en genageld" in een andere kleur dan de leeuw zelf hoewel dit gebruik dit door de tijd kon verschillen en niet altijd consequent werd doorgevoerd in afbeeldingen.

- Op de keerzijde van het kruis van de Orde van de Nederlandse Leeuw is de leeuw van het rijkswapen afgebeeld.

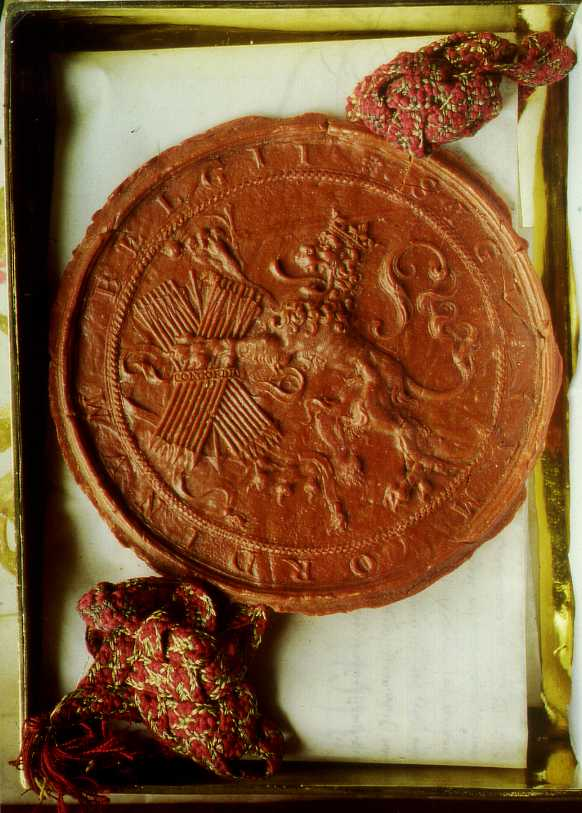
Het grootzegel van de Staten-Generaal is gebruikt van 1579 tot 1795.
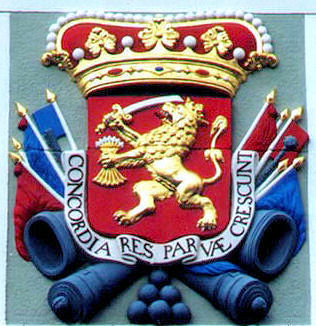
Generaliteitsleeuw op de Pontonnierskazerne in Dordrecht
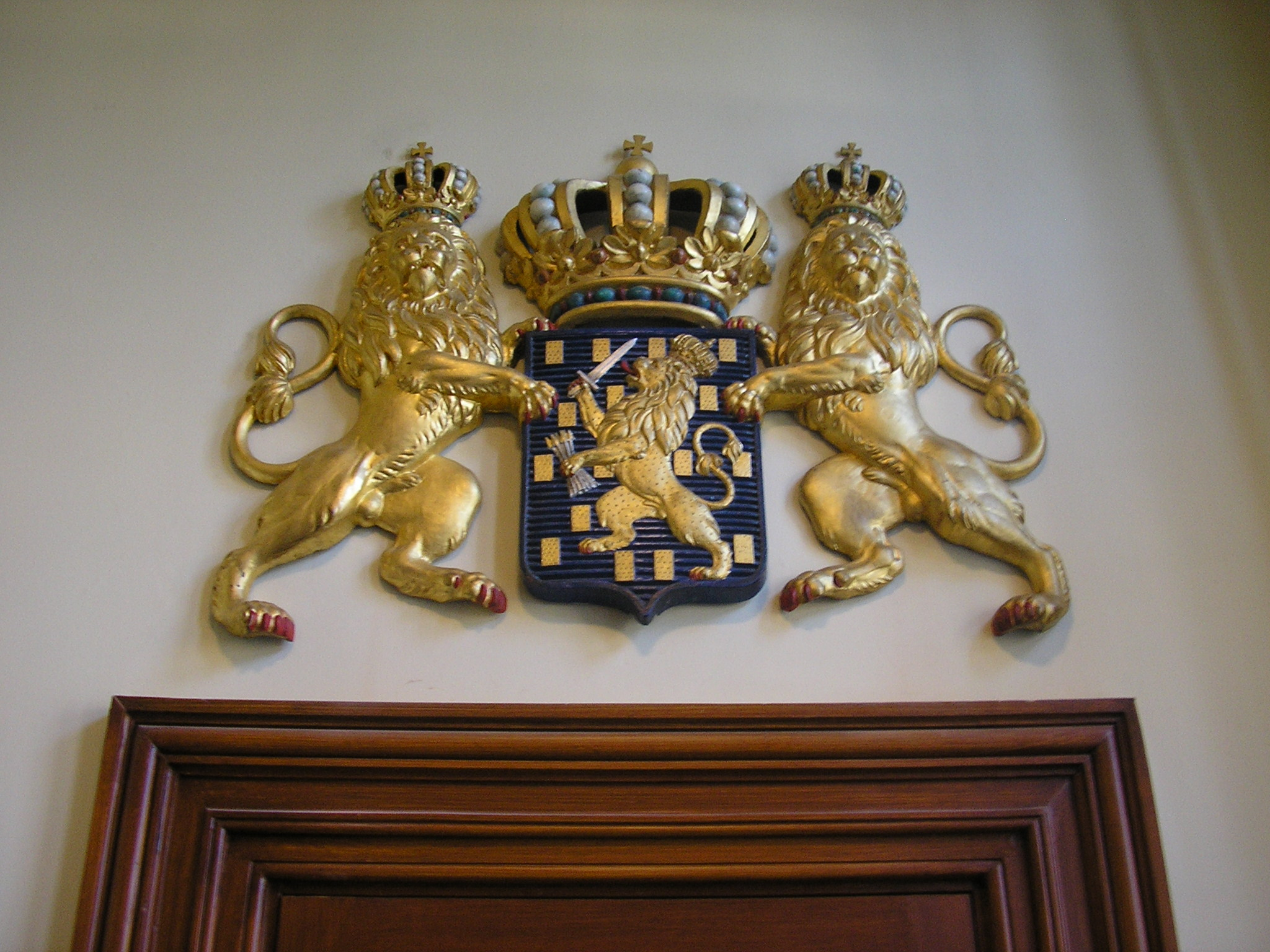
Het koninklijk wapen in het Geldmuseum in Utrecht (stad)
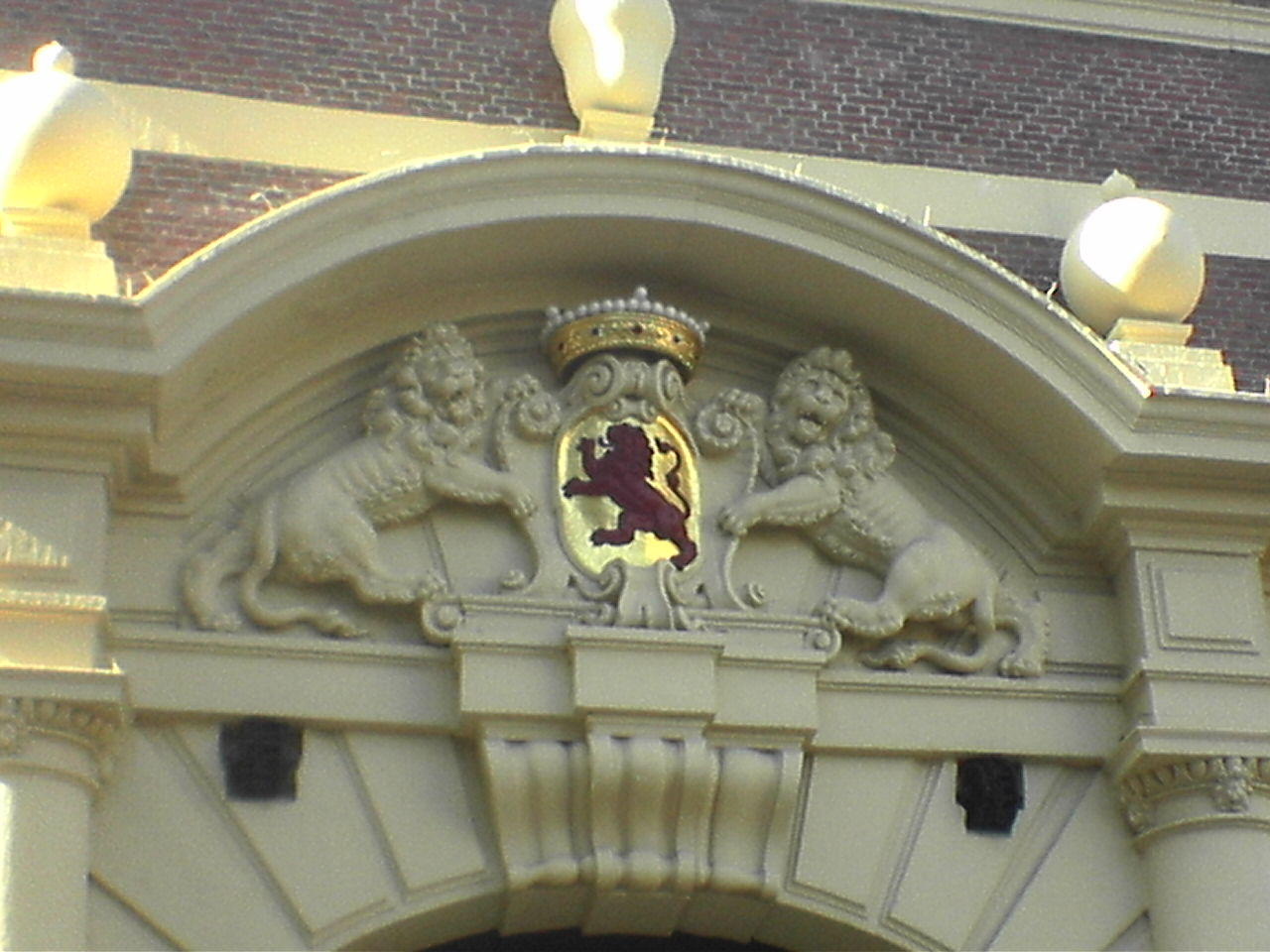
Het wapen van Holland boven de Mauritspoort, bij het Binnenhof
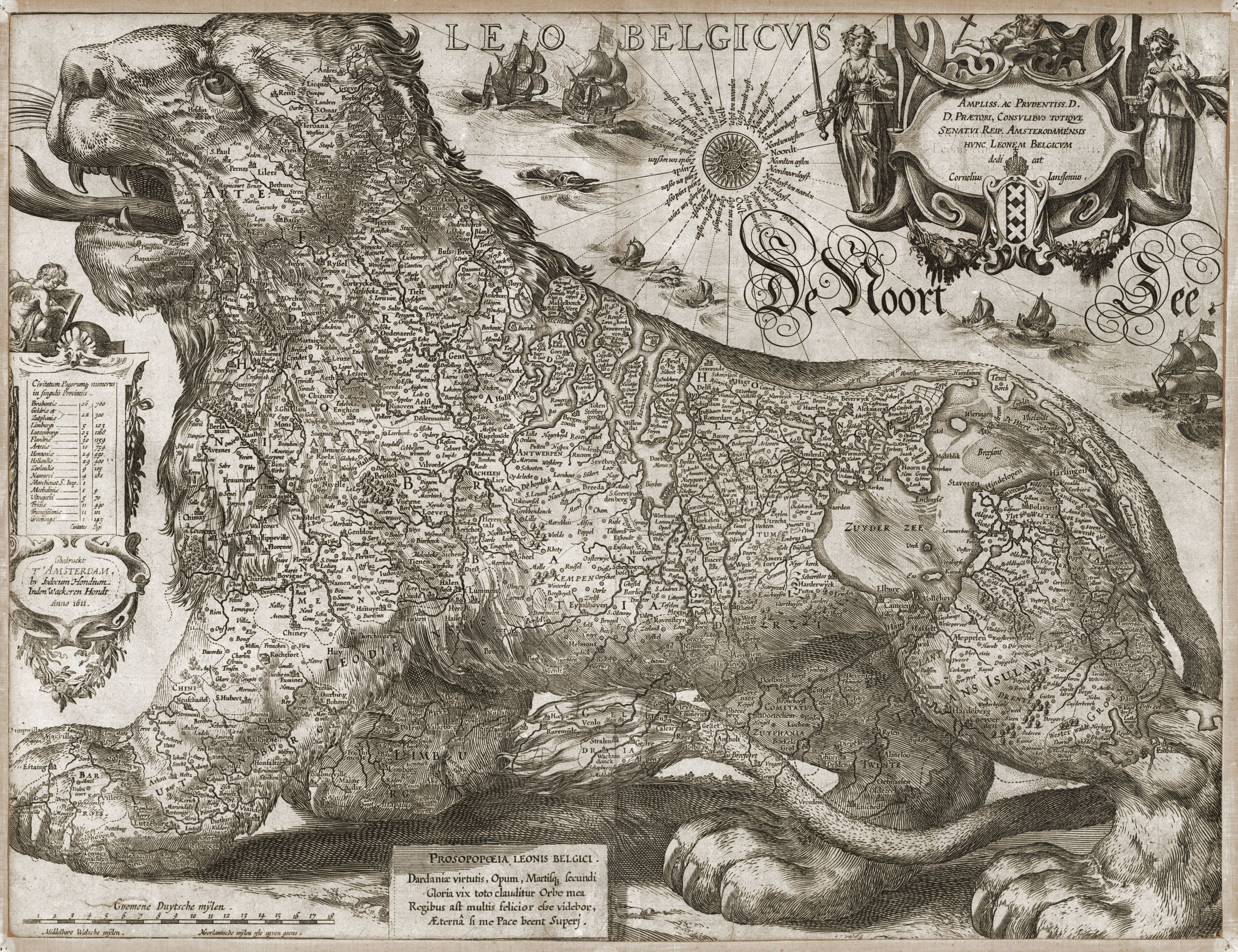
Jodocus Hondius: Leo Belgicus, 1611, in een originele zuidelijke richting
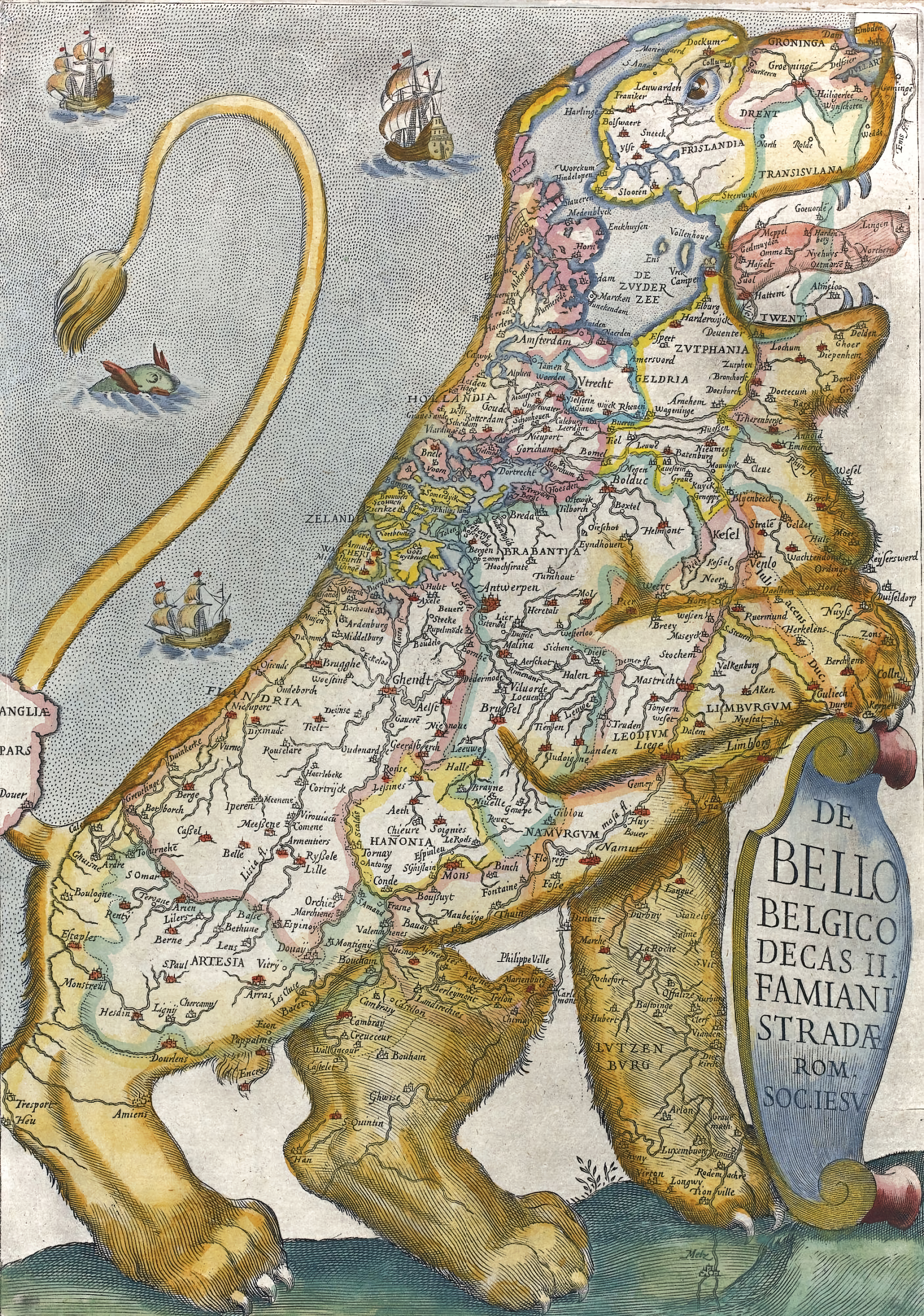
Leo Belgicus op de titelpagina van het boek Famiano Strada: De Bello Belgico decas prima (1632-1651) over de eerste tien jaar van de Tachtigjarige Oorlog

adelaar · Agnus Dei · alliantiewapen · andreaskruis · ankerkruis · armoriaal · baldakijn · barensteel · bezant · Bourgondisch kruis · brisure · cartouche · centaur · cordelière · dekkleed · dorpsvlag · dorpswapen· drieberg · dubbelkoppige adelaar · dwarsbalk · fleur de lis · fleuron · Friese adelaar · gaande leeuw · gecarteleerd · Gelderse leeuw · gepaald · gravenkroon · groot wapen · griffioen · hartschild · helmkroon · helmteken · heraldische kleur · herautstuk · hermelijn · hoed · Hollandse tuin · huismerk · Jeruzalemkruis · karbonkel · keizerskroon · keper · koek · kromstaf · kroon · krukkenkruis · kwartier · kwartileren · kwartierzoom · leeuw · markiezenkroon · merlet · molenijzer · motto · muurkroon · nassaublauw · natuurlijke kleur · Nederlandse leeuw · Nederlandse Maagd · ombrellino · ordeketen · palen · pentagram · pijlenbundel · raadselwapen · raaf · respectant · riddertoernooi · rijksbanier · rijkskleuren · rijksstandaard · rijkswapen · roos · Rudolfinische keizerskroon · Saksenros · Saladins Adelaar · scharlakenrood · schildhoofd · schildhouder · schildvoet · schildzoom · schoof · schuinbalk · schuinstreep sinister · sinister · sleutels van Petrus · socialistische heraldiek · sprekend wapen · stadskleuren · standaard · stedenmaagd · ster · tinctuur · vair · vermeerdering · vlag · vorstenhoed · vrijheidshoed · vrijkwartier · vrouwenwapen · wapen · wapenbelasting · Wapenboek Beyeren · Wapenboek Gelre · wapenbord · wapendiploma · wapendier · wapenkast · wapenkoning · wapenmantel · wapenrecht · wapenrol · wapenstier · wapentent · wassende en afnemende maan · Waterlandse zwaan · Westfriese boomwapens · wildeman · wolfsangel · wrong